# 22432 Pamgriffin
22432 Pamgriffin este o planetă minoră (asteroid) din centura de asteroizi. A fost descoperită pe 12 martie 1996 la Observatorul Național Kitt Peak de Spacewatch. 
Obiectul prezintă o orbită caracterizată de o semiaxă mare de 3,0328812 UAi, o excentricitate de 0,09, o înclinație de 15,77394 ° în raport cu ecliptica.